# Kathy Elsen
Kathy Elsen (* 25. April 1984) ist eine belgische Politikerin der freien Bürgerliste ProDG („Pro Deutschsprachige Gemeinschaft“). Seit 2022 ist sie Mitglied im Parlament der Deutschsprachigen Gemeinschaft in Belgien.

## Leben
Nach dem Abschluss der Ausbildung zur Frisörin im Jahr 2000 arbeitet Kathy Elsen als Frisörin. 2004 absolvierte sie die Weiterbildung zur Frisörmeisterin. Seitdem ist sie als Fachlehrerin der Frisörabteilung am Zentrum für Aus- und Weiterbildung des Mittelstandes (ZAWM) tätig. Seit 2018 ist sie Mitglied im ProDG-Vorstand.

## Aufgaben im DG-Parlament
Elsen ist im Parlament der Deutschsprachigen Gemeinschaft Mitglied der Ausschüsse II (Kultur, Beschäftigung, Wirtschaftsförderung und ländliche Entwicklung) und III (Unterricht, Ausbildung, Kinderbetreuung und Erwachsenenbildung).